# Carol Mendelsohn
Carol Mendelsohn (Chicago, 1951) è un'autrice televisiva statunitense, famosa per la serie tv CSI: Scena del crimine.

## Istruzione
Mendelsohn è cresciuta a Chicago. Ha frequentato lo Smith College, ma in seguito si è trasferita alla Cornell University dove si è laureata nel 1973. Dopo di che ha frequentato la Scuola di Legge della George Washington University e ha esercitato la professione di avvocato a Washington presso lo studio Wyman, Bautzer, Rothman, & Kuchel. 

## Gli inizi
Dopo aver capito di non voler essere un avvocato si è iscritta all'American Film Institute. Si è trasferita a Los Angeles e ha iniziato a scrivere per l'industria cinematografica. I suoi primi lavori sono stati Hardcastle and McCormick, Stingray e Oltre la legge - L'informatore. Mentre per gli Cannell Studios ha prodotto I casi di Rosie O'Neill e Melrose Place.
Nel 2000 si è unita alla produzione dell'episodio pilota della serie CSI: Scena del crimine di cui ora è sia show runner che Produttore esecutivo. Inoltre è co-creatrice e produttore esecutivo di CSI: Miami, CSI: NY e CSI: Cyber.

## Candidature
- Writers Guild of America Award nel 2005 per l'episodio di CSI: Scena del crimine "Sepolto vivo"
- Producers Guild of America Award nel 2003 e nel 2004 sempre per CSI: Scena del crimine
- Emmy Award nel 2002, 2003, 2004 per CSI: Scena del crimine
- Edgar Award nel 2006, insieme a Richard Catalani per gli episodi di CSI: Scena del crimine "Conflitto a fuoco, 1ª parte" e "Conflitto a fuoco, 2ª parte"